# Brogan Walker-Sanchez
Brogan Walker-Sanchez (California, 2 de agosto de 1988) es una artista marcial mixta estadounidense que compite en la división de peso mosca en la Ultimate Fighting Championship. Con anterioridad combatió para Invicta Fighting Championships.

## Primeros años
Walker-Sanchez nació en California (Estados Unidos). Se trasladó a Guam tras casarse con su marido, Mike Sánchez. Representa a Guam cuando compite en MMA.

## Carrera de artes marciales mixtas

### Comienzos
Luchó con Pacific Xtreme Combat y acumuló un récord de 4-0 antes de fichar por Invicta Fighting Championships.

### Invicta Fighting Championships
Hizo su debut en Invicta el 13 de enero de 2018, contra Cheri Muraski en Invicta FC 27. Ganó la pelea por decisión dividida.
Su siguiente pelea fue el 21 de julio de 2018, enfrentándose a Miranda Maverick en Invicta FC 30. Ella ganó la pelea por decisión unánime.
El 4 de octubre de 2019, se enfrentó a Pearl Gonzalez en Invicta FC 37. Perdió la pelea por decisión unánime.
Se enfrentó a Erin Blanchfield en Invicta FC 41 el 30 de julio de 2020, como reemplazo de último aviso para Stephanie Geltmacher. Perdió la pelea por decisión unánime.
Posteriormente luchó contr a Emilee King en Invicta FC 44 el 27 de agosto de 2021. Ganó la pelea por una sumisión en la primera ronda, obligando a King a golpear con un estrangulamiento trasero desnudo cerca del final de la ronda.

### The Ultimate Fighter
En febrero de 2022, fue anunciada como miembro del elenco de The Ultimate Fighter: Team Peña vs. Team Nunes. Fue elegida tercera por Julianna Peña en la selección de luchadoras. En su primer combate en la casa, se enfrentó a Hannah Guy y ganó por decisión mayoritaria. En las semifinales, se enfrentó a Laura Gallardo y ganó por decisión unánime para avanzar a la final.

### Ultimate Fighting Championship
En la final del TUF 30, se enfrentó a Juliana Miller el 6 de agosto de 2022 en el UFC on ESPN 40. Perdió el combate por nocaut técnico en el tercer asalto.
Walker-Sanchez estaba programada para enfrentarse a Liang Na el 25 de marzo de 2023, en UFC on ESPN 43. Sin embargo, Liang se retiró debido a razones no reveladas y Walker-Sanchez fue trasladada al UFC Fight Night: Pavlovich vs. Blaydes, un mes después, como reemplazo contra la brasileña Iasmin Lucindo. Perdió la pelea por decisión unánime.

## Récord en artes marciales mixtas
| Resultado | Récord | Oponente         | Método                      | Evento                                 | Fecha                  | Ronda | Tiempo | Localización |
| --------- | ------ | ---------------- | --------------------------- | -------------------------------------- | ---------------------- | ----- | ------ | ------------ |
| Derrota   | 7–4    | Iasmin Lucindo   | Decisión (unánime)          | UFC Fight Night: Pavlovich vs. Blaydes | 22 de abril de 2023    | 3     | 5:00   | Las Vegas    |
| Derrota   | 7–3    | Juliana Miller   | TKO (puñetazos y codazos)   | UFC on ESPN: Santos vs. Hill           | 6 de agosto de 2022    | 3     | 3:57   | Las Vegas    |
| Victoria  | 7–2    | Emilee King      | Sumisión (rear-naked choke) | Invicta FC 44                          | 27 de agosto de 2021   | 1     | 4:28   | Kansas City  |
| Derrota   | 6–2    | Erin Blanchfield | Decisión (unánime)          | Invicta FC 41                          | 30 de julio de 2020    | 3     | 5:00   | Kansas City  |
| Derrota   | 6–1    | Pearl Gonzalez   | Decisión (unánime)          | Invicta FC 37: Gonzalez vs. Sanchez    | 4 de octubre de 2019   | 3     | 5:00   | Kansas City  |
| Victoria  | 6–0    | Miranda Maverick | Decisión (unánime)          | Invicta FC 30                          | 21 de julio de 2018    | 3     | 5:00   | Kansas City  |
| Victoria  | 5–0    | Cheri Muraski    | Decisión (split)            | Invicta FC 27                          | 13 de enero de 2018    | 3     | 5:00   | Kansas City  |
| Victoria  | 4–0    | Kate Da Silva    | Decisión (unánime)          | Pacific Xtreme Combat 50               | 8 de julio de 2016     | 3     | 5:00   | Mangilao     |
| Victoria  | 3–0    | Emiko Raika      | Decisión (unánime)          | Pacific Xtreme Combat 50               | 4 de diciembre de 2015 | 3     | 5:00   | Mangilao     |
| Victoria  | 2–0    | Gabby Romero     | Decisión (unánime)          | Pacific Xtreme Combat 49               | 7 de agosto de 2015    | 3     | 5:00   | Mangilao     |
| Victoria  | 1–0    | Yoo Jin Jung     | Decisión (unánime)          | Pacific Xtreme Combat 45               | 24 de octubre de 2014  | 3     | 5:00   | Mangilao     |